# Río Puelche
Río Puelche är ett vattendrag i Chile.   Det ligger i regionen Región del Maule, i den södra delen av landet, 260 km söder om huvudstaden Santiago de Chile.
Omgivningen kring Río Puelche är i huvudsak ett öppet busklandskap. Området är  glesbefolkat, med 8 invånare per kvadratkilometer.